# هردورف
هِردُرف (بالألمانية: Herdorf) (نقحرة: هردورف) هي بلدة ألمانية تقع في ألمانيا في راينلند بالاتينات.  يقدر عدد سكانها بـ 7,284 نسمة .

## المدن التوأمة
مدينة Saint-Laurent-du-Pont هي مدينة توأمة لـهردورف.

## أعلام
- أوقست ساندر
- غوستاف برول